# سرجیو ساگرزازو
سرجیو ساگرزازو (انگلیسی: Sergio Sagarzazu؛ زادهٔ ۱۱ سپتامبر ۱۹۸۷) بازیکن فوتبال اهل آرژانتین است.